# 혼베쓰정
혼베쓰정(일본어: 本別町)은 일본 홋카이도 도카치 종합진흥국 관내의 나카가와군에 있는 정이다.
정명의 유래는 아이누어의 ‘폰·베트’(ポン・ベツ, 작은 강)이다.

## 지리
도카치 종합진흥국 관내의 북동부 내륙에 위치한다. 정 중앙부를 도시베쓰강이 남북으로 관류하고 동서의 구릉으로부터 지류를 모으고 있다. 정 남부의 비리베쓰강이 도시베쓰강에 합류하는 지점에 분지 모양의 작은 평야가 펼쳐져 있고 여기에 중심 시가지가 있다. 오비히로시와 기타미시를 연결하는 도로와 도카치 평야 북부를 동서로 잇는 도로가 교차하는 지점에 있어 교통의 요충지가 되고 있다. 도토 자동차도는 혼베쓰정에 교차점이 있어 여기서 기타미 방면과 구시로 방면으로 분기한다.

### 기후
기후는 내륙성으로 겨울 추위는 심하지만 적설은 비교적 적다. 맑은 날이 많아 밭농사에 적합하다.
| 혼베쓰정의 기후                                              | 혼베쓰정의 기후 | 혼베쓰정의 기후 | 혼베쓰정의 기후 | 혼베쓰정의 기후 | 혼베쓰정의 기후 | 혼베쓰정의 기후 | 혼베쓰정의 기후 | 혼베쓰정의 기후 | 혼베쓰정의 기후 | 혼베쓰정의 기후 | 혼베쓰정의 기후 | 혼베쓰정의 기후 | 혼베쓰정의 기후 |
| 월                                                           | 1월             | 2월             | 3월             | 4월             | 5월             | 6월             | 7월             | 8월             | 9월             | 10월            | 11월            | 12월            | 연간            |
| ------------------------------------------------------------ | --------------- | --------------- | --------------- | --------------- | --------------- | --------------- | --------------- | --------------- | --------------- | --------------- | --------------- | --------------- | --------------- |
| 역대 최고 기온 °C (°F)                                       | 7.4 (45.3)      | 11.6 (52.9)     | 17.2 (63.0)     | 30.9 (87.6)     | 37.2 (99.0)     | 35.6 (96.1)     | 37.1 (98.8)     | 36.3 (97.3)     | 33.7 (92.7)     | 26.7 (80.1)     | 21.1 (70.0)     | 14.7 (58.5)     | 37.2 (99.0)     |
| 일평균 최고 기온 °C (°F)                                     | −1.5 (29.3)     | −0.3 (31.5)     | 4.5 (40.1)      | 11.9 (53.4)     | 18.0 (64.4)     | 21.4 (70.5)     | 24.5 (76.1)     | 25.4 (77.7)     | 21.9 (71.4)     | 15.8 (60.4)     | 8.2 (46.8)      | 0.7 (33.3)      | 12.5 (54.6)     |
| 일일 평균 기온 °C (°F)                                       | −8.9 (16.0)     | −7.3 (18.9)     | −1.1 (30.0)     | 5.4 (41.7)      | 11.2 (52.2)     | 15.2 (59.4)     | 18.9 (66.0)     | 20.0 (68.0)     | 16.2 (61.2)     | 9.4 (48.9)      | 2.4 (36.3)      | −5.5 (22.1)     | 6.3 (43.4)      |
| 일평균 최저 기온 °C (°F)                                     | −16.1 (3.0)     | −14.9 (5.2)     | −6.9 (19.6)     | −0.5 (31.1)     | 5.1 (41.2)      | 10.2 (50.4)     | 14.6 (58.3)     | 15.9 (60.6)     | 11.5 (52.7)     | 3.7 (38.7)      | −2.7 (27.1)     | −11.7 (10.9)    | 0.7 (33.2)      |
| 역대 최저 기온 °C (°F)                                       | −29.1 (−20.4)   | −27.4 (−17.3)   | −24.8 (−12.6)   | −12.4 (9.7)     | −4.3 (24.3)     | −0.4 (31.3)     | 4.9 (40.8)      | 5.3 (41.5)      | 0.3 (32.5)      | −6.3 (20.7)     | −17.8 (0.0)     | −26.8 (−16.2)   | −29.1 (−20.4)   |
| 평균 강수량 mm (인치)                                        | 29.2 (1.15)     | 18.9 (0.74)     | 32.4 (1.28)     | 54.2 (2.13)     | 78.4 (3.09)     | 67.0 (2.64)     | 100.1 (3.94)    | 132.4 (5.21)    | 118.0 (4.65)    | 79.4 (3.13)     | 42.9 (1.69)     | 37.5 (1.48)     | 790.6 (31.13)   |
| 평균 강설량 cm (인치)                                        | 67 (26)         | 56 (22)         | 59 (23)         | 15 (5.9)        | 1 (0.4)         | 0 (0)           | 0 (0)           | 0 (0)           | 0 (0)           | 0 (0)           | 12 (4.7)        | 65 (26)         | 276 (109)       |
| 평균 강수일수 (≥ 1.0 mm)                                     | 4.7             | 4.2             | 5.8             | 8.3             | 9.8             | 9.2             | 10.0            | 10.9            | 10.1            | 8.3             | 7.1             | 6.2             | 94.6            |
| 평균 강설일수                                                | 7.9             | 7.5             | 8.0             | 2.0             | 0.1             | 0               | 0               | 0               | 0               | 0               | 1.5             | 7.5             | 34.5            |
| 평균 월간 일조시간                                           | 177.2           | 178.5           | 206.5           | 185.3           | 177.6           | 150.2           | 125.6           | 127.5           | 140.6           | 164.1           | 160.1           | 161.9           | 1,954.9         |
| 출처: 일본 기상청 (평년값: 1991년~2020년, 극값: 1976년~현재) |                 |                 |                 |                 |                 |                 |                 |                 |                 |                 |                 |                 |                 |

## 역사
- 1915년 4월 1일 - 혼베쓰촌, 기로로촌, 오후이피라촌, 호로케나시촌, 유타리촌, 오숏푸촌이 합병해 혼베쓰촌이 되었다.
- 1921년 4월 1일 - 혼베쓰촌에서 니시아쇼로촌(1950년 4월 1일부터 니시아쇼로정, 현 아쇼로정)을 분리하였다.
- 1933년 5월 1일 - 정으로 승격해 혼베쓰정이 되었다.

## 경제
예로부터 임업을 산업 기반으로 하여 한때 매우 번창했던 정이었지만 근래에는 농업이 주요하다. 밭농사는 밀·두류·사탕무를 생산하고 있으며 낙농업도 넓게 행해지고 있다. 벼농사는 주민들의 자급을 위해 소규모로 행해질 뿐이다. 2차 산업은 목재 가공, 농산물 가공이 주이다.

## 교통

### 도로
- 도토 자동차도
- 국도 242호선
- 국도 274호선
- 국도 392호선